# Rifaina
Rifaina là một đô thị ở bang São Paulo của Brasil. Đô thị này nằm ở vĩ độ 20º04'50" độ vĩ nam và kinh độ 47º25'17" độ vĩ tây, trên khu vực có độ cao 575 m. Dân số năm 2004 ước tính là 3.545 người.

## Thông tin nhân khẩu
Dữ liệu dân số theo điều tra dân số năm 2000
Tổng dân số: 3.325
- Urbana: 2.866
- Rural: 459
- Homens: 1.700
- Mulheres: 1.625

Mật độ dân số (người/km²): 19,38
Tỷ lệ tử vong trẻ sơ sinh dưới 1 tuổi (trên một triệu người): 17,51
Tuổi thọ bình quân (tuổi): 70,36
Tỷ lệ sinh (số trẻ trên mỗi bà mẹ): 2,19
Tỷ lệ biết đọc biết viết: 90,42%
Chỉ số phát triển con người (HDI-M): 0,774
- Chỉ số phát triển con người - Thu nhập: 0,693
- Chỉ số phát triển con người - Tuổi thọ: 0,756
- Chỉ số phát triển con người - Giáo dục: 0,873

(Nguồn: IPEADATA)

### Sông ngòi
- Rio Grande
- Sông São Pedro
- Córrego do Boqueirão
- Córrego do Cervo
- Ribeirão do Bom Jesus
- Córrego das Posses ou Lageado

### Các xa lộ
- SP-334
- MG-428

</gallery>